# حمزه رفیعه

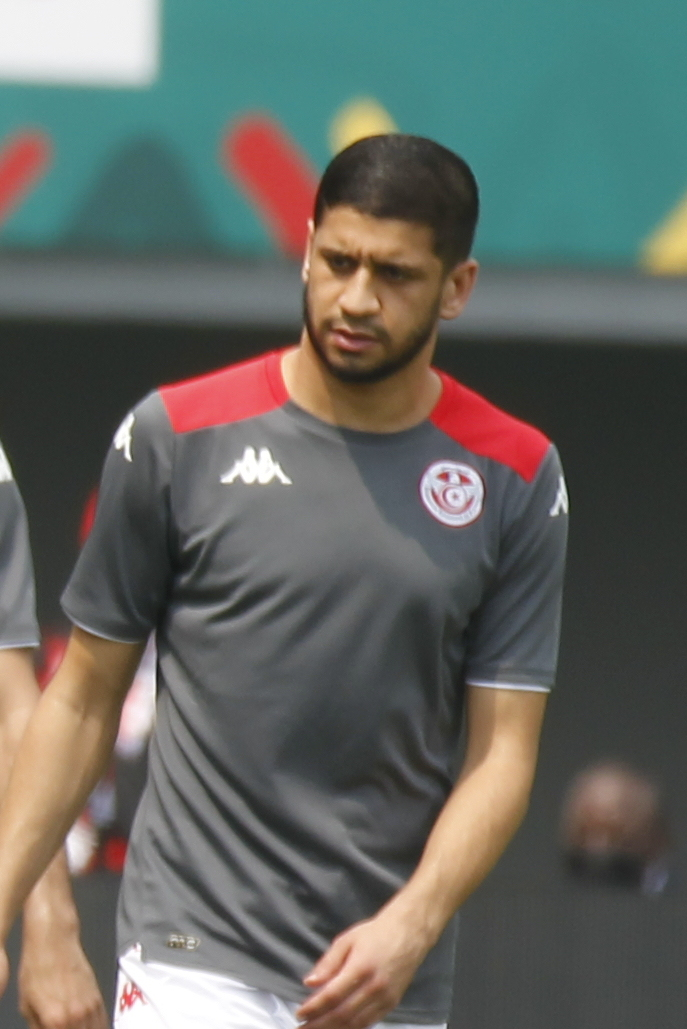
حمزه رفیعه در سال ۲۰۲۱

حمزه رفیعه (زادهٔ ۲ آوریل ۱۹۹۹) بازیکن فوتبال اهل تونس است.
از باشگاه‌هایی که در آن بازی کرده‌است می‌توان به باشگاه فوتبال زیر ۲۳ سال یوونتوس اشاره کرد.
وی همچنین در تیم زیر ۱۷ سال فرانسه و تیم ملی فوتبال تونس بازی کرده‌است.
حمزه در 13 ژانویه(2021) در بازی یوونتوی و جنوا در جام حذفی ایتالیا توانست گل سوم تیمش را به ثمر برساند تا آندره پیرلو و شاگردانش به مرحله بعدی صعود کنند.